# Yasuha Matsuyuki
Yasuha Matsuyuki (jap. 松雪泰葉 Matsuyuki Yasuha; ur. 5 listopada 1999) – japońska zapaśniczka walcząca w stylu wolnym. Ósma na mistrzostwach świata w 2021 roku. 
Piąta na mistrzostwach Azji w 2024. Zajęła pierwsze miejsce w Pucharze Świata w 2018 i 2019. Mistrzyni świata U-23 w 2017 i trzecia w 2022. Druga na MŚ juniorów w 2017; trzecia w 2018 i 2019. Druga na MŚ kadetów w 2016 roku.